# Dominique Willem Berretty
Dominique Willem Berretty (Jogjakarta, 20 november 1891 – Ar-Rutbah in Irak, 20 december 1934) was een journalist en bekend krantenmagnaat, alsmede directeur van het persbureau Aneta in Nederlands-Indië. Hij was de zoon van Dominique Auguste Leonardus Berretty, onderwijzer en hoofd van een particuliere school, en de Javaanse Marie Salem.

## Levensloop

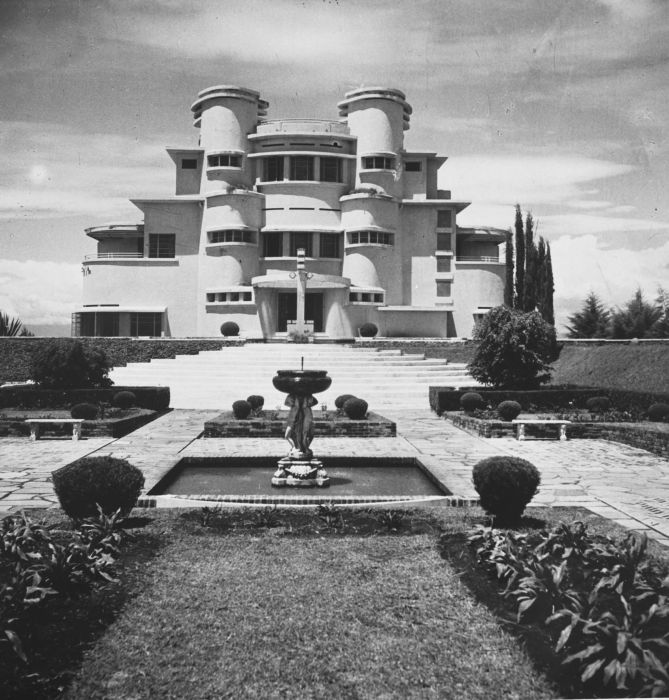
Berretty's laatste woonhuis Villa Isola in Bandoeng

In 1910 begon Berretty als corrector bij het Bataviaasch Nieuwsblad, waarvan hij niet lang daarna stadsreporter werd. Vanaf omstreeks 1915 werkte hij als redacteur bij de eveneens in Batavia gevestigde Java-Bode. Op 1 april 1917 stichtte Berretty met geleend geld o.a. van kunstschilder, redacteur en kunstcriticus Henry van Velthuysen in Batavia het Algemeen Nieuws- en Telegraaf-Agentschap, kortweg Aneta. In die tijd kwam de nieuwsvoorziening vertraagd via telegraafkabels naar Nederlands-Indië. Voor de (grondstoffen)handel in Indië en Nederland was tijdige informatie goud waard. Berretty wist door zijn kennis van de wereldtelegraafverbindingen en het inschakelen van correspondenten veel sneller dan zijn concurrenten de informatie door te geven. 
In het voorjaar van 1919 nam Berretty zijn twee concurrenten in Indië over. Daarmee was Aneta's nieuwsmonopolie in de kolonie een feit. Met de Indische nieuwsbladen sloot hij contracten af, waarbij hij zich verbond hen tegen een bepaald tarief telegrafisch nieuws te leveren. Hij zorgde daarnaast voor nieuws in de kranten dat het koloniaal bestuur goed uitkwam en onderhield goede relaties met het gezag. Dit succes en dit monopolie brachten hem grote rijkdom. Hij stond bekend als "de roddelkoning van Bandoeng". Hij had een groot kantoor in de wijk Weltevreden in Batavia. Hij huwde zes keer. Uit zijn huwelijk met de actrice Mien Duymaer van Twist, dat van april 1925 tot november 1928 standhield, werden een zoon en een dochter geboren.
Doordat de communicatielijnen sneller en talrijker werden, verloor hij in de loop van de jaren twintig langzaam zijn monopolie. Daarnaast was er afgunst. Vanwege de toenemende kritiek ondernam hij een tegenactie door in 1920 het blad De Zweep op te richten. Dit blad bevatte door hem onder het pseudoniem van Jan Karwats geschreven "striemende berichten" en moest verplicht verspreid worden door andere kranten, anders zouden ze geen nieuws meer krijgen. Na een verloren proces verkocht hij dit blad in 1923. Het ging verder als D'Oriënt, een vriendelijk en geïllustreerd weekblad. Zijn informatiemonopolie veroorzaakte in 1930 een onderzoek door het koloniaal gezag, dat machtsmisbruik constateerde. Zijn imago werd hierdoor ernstig aangetast en hij stortte zich op de bouw van Villa Isola bij Bandoeng, destijds het mooiste en modernste huis in Indië. Het kwam eind 1933 gereed en bestaat nog steeds. Het werd ontworpen door de architect C.P. Wolff Schoemaker, die meer opvallende gebouwen in Bandoeng heeft neergezet.   
Berretty heeft maar een jaar van zijn spraakmakende villa kunnen genieten, want hij verongelukte op 20 december 1934 aan boord van de Uiver, op dat moment het meest bejubelde vliegtuig van de KLM, dat een prestigieuze kerstvlucht maakte naar Nederlands-Indië. De Uiver ging in slecht weer ten onder bij Ar-Rutbah (destijds genoemd  Rutbah Wells) in het Irakese deel van de Syrische Woestijn. Alle inzittenden kwamen om het leven. Berretty werd begraven in Bagdad. Na de dood van Berretty schilderde Henry Van Velthuysen in opdracht van Aneta diens portret.
In 2018 werd een biografie over hem gepubliceerd.